# Сайданайский монастырь
Сайданайский монастырь (араб. صيدنايا ‎), Сейднайский монастырь, монастырь Рождества Божией Матери в Сайднае — православный женский монастырь в Сирии. Основан в VI веке императором Юстинианом. Сайданайский монастырь принадлежит Антиохийской православной церкви.

## История основания
По преданию, император Юстиниан I в 546 году во время своего похода против персов (по другой версии, совершая паломничество в Иерусалим) остановился в селении Сейд-Найя в 40 километрах от Дамаска. Во время охоты он увидел прекрасную газель и, преследуя её, поднялся на гору, где увидел женщину, окружённую сиянием, которая сказала ему:

За кем ты гонишься Юстиниан, или кого ты хочешь убить своею стрелою? Неужели ты преследуешь Приснодеву Марию и хочешь стрелять в Божию Матерь, ходатайствующую за грешников? Знай, что являешься ты на эту гору по воле Божественного промысла: здесь ты должен устроить Мне обитель, которой Я буду покровительствовать.

Вернувшись с горы, Юстиниан приказал разработать план строительства, однако придворные к нему так и не приступили. Тогда, как повествует предание, Богородица повторно явилась Юстиниану и показала ему план церкви, которая после этого была им построена и стала основой монастырского комплекса.

## Монастырский комплекс
Монастырь состоит из нескольских построек. К наиболее значимым относятся:
- храм Рождества Пресвятой Богородицы — кафоликон монастыря;
- часовня Сайданайской иконы Пресвятой Богородицы — хранилище главной монастырской святыни.

В монастыре имеется собрание икон V—VII веков, а также крупная библиотека.

## Реликвии
Главной монастырской святыней является Сайданайская икона Божией Матери, называемая в Сирии Шагура (Прославленная). Считается, что это одна из четырёх икон, написанных евангелистом Лукой. В монастырь икона попала в VIII веке. Она хранится в отдельной часовне, перед входом в которую требуется снять обувь. Икона почитается как мироточивая, но паломникам увидеть её невозможно — доступ открыт только к ларцу, где она хранится.

## Современное состояние
Сайданайский монастырь является самым крупным женским монастырём в Сирии и одним из наиболее популярных мест паломничества на Ближнем Востоке. В монастыре проживает около 30 монахинь и послушниц.
Сайданайский монастырь пострадал во время Гражданской войны в Сирии. Монастырь обстреливали в ноябре 2013 года (в результате возник пожар) и в январе 2014 года.